# Sarcophaga chrysura
Sarcophaga chrysura är en tvåvingeart som först beskrevs av Camillo Rondani 1863.  Sarcophaga chrysura ingår i släktet Sarcophaga och familjen köttflugor. Inga underarter finns listade i Catalogue of Life.